# LogicalDOC
LogicalDOC es un sistema de gestión documental libre que fue diseňado para gestionar y compartir documentos en el interior de una organización.
LogicalDOC es un repositorio de contenidos basados en la indexación con Lucene, flujo de trabajo con jBPM y procedimientos de importación automáticos. El sistema fue desarrollado con tecnologías Java.

## Historia
En el aňo 2006 dos desarrolladores con experiencias en productos comerciales J2EE decidieron llevar adelante una empresa llamada Logical Objects, cuya misión era la de mantener y desarrollar el software libre Contineo.
Después un aňo más tarde, Logical Objects ha decidido terminar este proyecto y lanzar un producto completamente nuevo llamado LogicalDOC.
A mediados del 2008, se puso a disposición en Source Forge, la primera versión de LogicalDOC. La primera versión fue enumerada 3.6 con el fin de continuar la enumeración del viejo proyecto.
En el 2010 LogicalDOC ganó el premio Bossie Awards en la categoría Gestión Documental.
En el 2015 Logical Objects cambió su razón social a LogicalDOC, el mismo nombre del producto.
En el 2016 LogicalDOC gana el premio CMS Critic Awards en la categoría: Mejor Sistema de Gestión de Documentos
En el 2017 LogicalDOC fue incluido por QNAP Systems, Inc. en el repositorio de aplicaciones de los dispositivos QNAP que soportan QTS v4.3 y más recientes.

## Licencia
El código fuente de LogicalDOC se distribuye bajo lincencia GNU LGPLv3.

## Uso
LogicalDOC es una aplicación de gestión documental basada en la web, por lo que es necesario un navegador web para usarla. Los navegadores que han sido probados para la compatibilidad con LogicalDOC incluyen : Firefox, Internet Explorer, Safari, Google Chrome. La interfaz fue constituida usando Google Web Toolkit.

## Arquitectura
LogicalDOC fue desarrollado utilizando las tecnologías Java basadas en estándares J2SE y el servidor de aplicación Tomcat. Por esta razón puede ser instalado y ejecutado en plataformas varias, (GNU/Linux, Windows, Mac OS X)
La arquitectura de LogicalDOC se basa en las siguientes tecnologías:
- Apache_Tomcat Application Server
- Java SE 7 (JDK 1.7 or higher)
- GWT (Google Web Toolkit - Ajax)
- Lucene
- Spring Framework

Gracias a su arquitectura, LogicalDOC puede trabajar con amplia ventaja en dispositivos diversos y puede ser usado para implementar una gestión documental en la nube.
Los datos se guardan en un RDBMS (MySQL, Oracle, Microsoft SQL Server, PostgreSQL, etc.)

## Características Generales
Es un sistema de gestión documental que administra documentos personales como documentaciones empresariales, siendo muy fácil encontrar más de una versión del documento. Permite la búsqueda por contenido usando índice de textos. LogicalDOC está en 15 lenguas diferentes. LogicalDOC puede ser configurado para soportar índice full-text múltiples para cada lengua con el fin de aplicar algoritmos específicos para cada lengua.
- Gestión de Documentos
- Control de versiones (versiones principales y secundarias)
- Imágenes
- Acceso vía WebDAV e Webservice
- Workflow con jBPM
- Indexación con Lucene
- Soporte multilingüe
- Soporte multiplataforma (Windows, GNU/Linux, Mac OS X)
- Interfaz gráfica web (Internet Explorer, Firefox, Google Chrome)
- Integración con Microsoft Office y Microsoft Outlook
- Autenticación pluggible: LDAP o Active Directory
- Soporte database múltiple: MySQL, Oracle, Microsoft SQL Server, PostgreSQL
- Vista previa completa de documentos
- OCR y códigos de barras integrados
- Soporte escáner TWAIN
- Soporte de clustering (despliegue en varios servidores)

## Premios
- Infoworld Bossie Awards 2010 en la categoría: mejor aplicación open source.
- CMS Critic Awards 2016 en la categoría: Mejor Sistema de Gestión de Documentos.